# Hiszpańska loteria świąteczna
Hiszpańska loteria świąteczna (hiszp. Sorteo Extraordinario de Navidad lub Lotería de Navidad) – coroczna loteria organizowana od 1812 roku przez państwowe przedsiębiorstwo Loterías y Apuestas del Estado należące do hiszpańskiego ministerstwa finansów i administracji.
Jest drugą najdłużej organizowaną loterią na świecie. Nie przerwano jej nawet podczas hiszpańskiej wojny domowej, kiedy republikanie zostali zmuszeni przenieść swoją stolicę z Madrytu do Walencji, oraz gdy rządy w Hiszpanii przejął reżim generała Franco.
Suma nagród, które każdego roku są do wygrania, sprawia, że hiszpańska loteria jest uznawana za największą na świecie. W 2012 roku do podziału było ponad 2,5 miliarda euro. Wygrane pierwszego stopnia (El Gordo) były warte 720 milionów euro i zostały podzielone między 180 zwycięzców, z których każdy otrzymał 4 miliony euro.

## Kupony i nagrody
Loteria opiera się na kuponach, na których znajduje się dziesięć pięciocyfrowych numerów. Z powodu ogromnej popularności, każdy kupon jest wielokrotnie drukowany, w kilku tak zwanych seriach. Unikatowy pięciocyfrowy numer jest drukowany na każdym kuponie oraz na późniejszych seriach tego kuponu. Na przykład kupon z numerem 00001 jest wielokrotnie drukowany pod różnymi numerami serii. Ponieważ koszt jednego kuponu wynosi 200 euro, często sprzedaje się tak zwane „dziesiątki” (décimos), czyli jeden numer z kuponu. Jego cena wynosi 20 euro i w przypadku wygranej wypłacane jest dziesięć procent nagrody. Istnieje również możliwość zakupu kuponu poprzez różne stowarzyszenia i organizacje. Wiele z nich nabywa je, a następnie sprzedaje lub rozdaje swoim klientom albo pracownikom. Jednak wówczas cena takiego kuponu jest nieznacznie wyższa, gdyż dochodzi do niego jeszcze koszt stanowiący darowiznę dla pośrednika.
Na organizację loterii przeznaczanych jest około 3,6 mld euro, jednak kwota przeznaczana na nagrody wynosi 70% tej sumy (ok. 2,5 mld euro). Pozostałe 30 procent to prowizja sprzedawców, koszty administracyjne i skarbu państwa.
W 2013 roku wyemitowano 160 serii po 100 tys. kuponów (od 00000 do 99999) za 200 euro każdy. Struktura nagród pojedynczej serii:
| Ilość                    | Nagroda                  | Opis                                                                                          | Suma            |
| ------------------------ | ------------------------ | --------------------------------------------------------------------------------------------- | --------------- |
| 1                        | 4 000 000 €              | El Gordo (Nagroda główna)                                                                     | 4 000 000 €     |
| 1                        | 1 250 000 €              | Druga nagroda                                                                                 | 1 250 000 €     |
| 1                        | 500 000 €                | Trzecia nagroda                                                                               | 500 000 €       |
| 2                        | 200 000 €                | Czwarta nagroda                                                                               | 400 000 €       |
| 8                        | 60 000 €                 | Piąta nagroda                                                                                 | 480 000 €       |
| 1794                     | 1 000 €                  | La Pedrea                                                                                     | 1 794 000 €     |
| 2                        | 20 000 €                 | Nagroda dla dwóch numerów, które były najbliższe numerowi Nagrody głównej                     | 40 000 €        |
| 2                        | 12 500 €                 | Nagroda dla dwóch numerów, które były najbliższe numerowi Nagrody drugiej                     | 25 000 €        |
| 2                        | 9 600 €                  | Nagroda dla dwóch numerów, które były najbliższe numerowi Nagrody trzeciej                    | 19 200 €        |
| 99                       | 1 000 €                  | Nagroda dla 99 numerów, których trzy pierwsze cyfry są takie same jak cyfry Nagrody pierwszej | 99 000 €        |
| 99                       | 1 000 €                  | Nagroda dla 99 numerów, których trzy pierwsze cyfry są takie same jak cyfry Nagrody drugiej   | 99 000 €        |
| 99                       | 1 000 €                  | Nagroda dla 99 numerów, których trzy pierwsze cyfry są takie same jak cyfry Nagrody trzeciej  | 99 000 €        |
| 198                      | 1 000 €                  | Nagroda dla 99 numerów, których trzy pierwsze cyfry są takie same jak cyfry Nagrody czwartej  | 198 000 €       |
| 999                      | 1 000 €                  | Nagroda dla 999 numerów, których dwie ostatnie cyfry są takie same jak cyfry Nagrody głównej  | 999 000 €       |
| 999                      | 1 000 €                  | Nagroda dla 999 numerów, których dwie ostatnie cyfry są takie same jak cyfry Nagrody drugiej  | 999 000 €       |
| 999                      | 1 000 €                  | Nagroda dla 999 numerów, których dwie ostatnie cyfry są takie same jak cyfry Nagrody trzeciej | 999 000 €       |
| 9,999                    | 200 €                    | Nagroda dla 9999 numerów, których ostatnia cyfra jest taka sama jak cyfra Nagrody głównej     | 1 999 800 €     |
|                          |                          |                                                                                               |                 |
| Suma nagród jednej serii | Suma nagród jednej serii | Suma nagród jednej serii                                                                      | 14 000 000 €    |
| Suma nagród 160 serii    | Suma nagród 160 serii    | Suma nagród 160 serii                                                                         | 2 240 000 000 € |

## Losowanie
Od czasu pierwszej loterii, która odbyła się 18 grudnia 1812 roku, jej przebieg praktycznie do dziś się nie zmienił. W przeszłości losowania odbywały się w Lotería Nacional hall w Madrycie; w 2010 i 2011 roku w Palacio Municipal de Congresos de Madrid, a w 2012 roku w Teatro Real. Numery tradycyjnie losują uczniowie ze szkoły San Ildefonso, a ich numery śpiewają przed zgromadzoną publicznością. Do 1984 roku w losowaniu uczestniczyli wyłącznie chłopcy. Zwycięzcy zwyczajowo przekazują część pieniędzy na szkołę San Ildefonso. Losowanie odbywa się 22 grudnia i jest transmitowane przez państwowe oraz prywatne media.
W losowaniu wykorzystuje się dwa kuliste pojemniki. Większy z nich zawiera 100 000 małych drewnianych piłeczek, na których znajdują się pojedyncze pięciocyfrowe numery z przedziału od 00000 do 99999. Natomiast w mniejszym pojemniku jest 1807 drewnianych piłeczek z nagrodami:
- 1 piłeczka z nagrodą główną (El Gordo)
- 1 piłeczka z drugą nagrodą
- 1 piłeczka z trzecią nagrodą
- 2 piłeczki z czwartą nagrodą
- 8 piłeczek z piątą nagrodą
- 1794 piłeczek z mniejszymi nagrodami po 1000 euro (La Pedrea)

Numery na piłeczkach są wykonywane laserowo, w celu uniknięcia między nimi różnicy wagi. Każda piłeczka waży 3 g i ma średnicę 18,8 mm. Przed wrzuceniem do pojemników każdy chętny może sprawdzić numery.
Podczas losowania piłeczki z obu pojemników są wybierane jednocześnie. Jedno dziecko śpiewa wówczas zwycięski numer, a drugie nagrodę jaką on otrzyma. Trwa to do czasu aż wszystkie piłeczki z nagrodami zostaną wybrane. Z powodu dużej ilości nagród całe losowanie trwa kilka godzin. W tym czasie dzieci kilkakrotnie się zmieniają.